# Stigma
Stigma — німецький рок-гурт з Нюрнберга, створений у 2021 році.
Музика гурту була класифікована як класичний метал, хард-рок.

## Історія
Гурт Stigma був створений в Нюрнберзі в 2021 році Джеральдом Ціннеггером і Маркусом Мантау. Вони знали один одного ще з часів спільної гри в гурті Savage Crow, коли вони разом випустили альбом Way of Cross у 2008 році.
Початковий склад гурту: Джеральд Ціннеггер (голос), Маркус Мантау (соло-гітара), Рене Хлебничек (бас), Павел Лейн (ударні).
У 2023 році гурт Stigma випустив альбом First Call.
Музичний кліп гурту Stigma на пісню "Lies of War"  отримав нагороду "Best Music Video Awards" на фестивалі Red Moon Film Festival у Нью-Йорку, а також нагороду "Best Music Video Awards" на фестивалі Multi Dimension Independent Film Festival у Лондоні.
У 2023 році був випущений сингл «Fire».
Гурт Stigma також співпрацював з Nürnberg Rams, командою з американського футболу в Німеччині.

## Вибрана дискографія
Альбоми
- Last Order (2022)[17][18]
- First Call (2023)[19]

Сингли
- "Break Them All" (2021)[20]
- "Lies of War"
- "Time"
- "Rams Break Them All"

## Учасники гурту
Станом на 2023 рік учасниками гурту є:
- Джеральд Зіннеггер (Gerald Zinnegger) — вокал[21]
- Маркус Мантау (Markus Mantau) — соло-гітара[22]
- Рене Хлебничек (René Chlebnitschek) — бас[23]
- Павло Лейн (Pavel Lein) — барабани